# Skrjabinura
Skrjabinura (benannt nach Konstantin Iwanowitsch Skrjabin) ist eine Gattung der Spulwürmer mit drei Arten. Sie sind Parasiten bei Vögeln.

## Merkmale
Skrjabinura hat die Merkmale der Seuratinae. Der Schwanz ist bei Männchen sehr kurz und hat ein abgerundetes Ende. Die Kutikula hat keine Dornenreihen oder Anhänge. Weibchen haben einen paarigen Geschlechtsapparat, sind also didelphisch.

## Systematik
Das Interim Register of Marine and Nonmarine Genera weist folgende Arten aus:
- Skrjabinura mesoamericana Zhang & Brooks, 2005
- Skrjabinura spiralis Gnedina, 1933
- Skrjabinura vali Guerrero, 1971